# Герхардсхофен
Герхардсхофен (нем. Gerhardshofen) — община в Германии, в земле Бавария.
Подчиняется административному округу Средняя Франкония. Входит в состав района Нойштадт-ан-дер-Айш-Бад-Виндсхайм. Подчиняется управлению Ильфельд. Население составляет 2539 человек (на 31 декабря 2010 года). Занимает площадь 27,20 км².
Община подразделяется на 14 административных единиц.

## Население
По оценке на 31 декабря 2015 года население общины Герхардсхофен составляет 2529 чел. 

| Дата      | 1840 | 1871 | 1900 | 1925 | 1939 | 1950 | 1961 | 1970 | 1987 | 2011 |
| --------- | ---- | ---- | ---- | ---- | ---- | ---- | ---- | ---- | ---- | ---- |
| Население | 1730 | 1663 | 1352 | 1279 | 1124 | 1473 | 1267 | 1251 | 1389 | 2491 |

| Год       | 1960 | 1970 | 1980 | 1990 | 2000 | 2009 | 2010 | 2011 | 2012 | 2013 | 2014 | 2015 |
| --------- | ---- | ---- | ---- | ---- | ---- | ---- | ---- | ---- | ---- | ---- | ---- | ---- |
| Население | 1262 | 1276 | 1325 | 1464 | 2395 | 2563 | 2539 | 2507 | 2497 | 2499 | 2516 | 2529 |